# Lampona whaleback
Lampona whaleback là một loài nhện trong họ Lamponidae. Loài này được phát hiện ở Tây Úc.